# Zhuhai
Zhuhai (chinês: 珠海; pinyin: Zhūhǎi; lit. "Mar de Pérola") é uma cidade chinesa com cerca de 1.560.229 habitantes (dados de 2010), localizada na província de Cantão, no Sul da China e faz fronteira com a Região Administrativa Especial de Macau a sul.
Zhuhai tornou-se uma cidade autónoma em 1979 e no ano seguinte tornou-se uma Zona Económica Especial. Zhuhai tem uma área total de 1.653 km2, incluindo 146 ilhas e uma linha de costa com 690 km de comprimento. É constituído por 3 distritos com nível de condado: Xiangzhou, Doumen e Jinwan; e por 3 distritos económicos especiais: Hengqin, Wanshan Marine Development Experimental Zone (ou arquipélago de Wanshan ou ilhas dos Ladrões) e Zhuhai National Hi-Tech Industrial Development District.
A cidade é servida pelo Aeroporto Internacional de Zhuhai localizado no distrito municipal de Doumen.
Em 1999, um mês antes da transição da soberania sobre Macau de Portugal para a China, foi inaugurada a Ponte Flor de Lótus para permitir escoar o trânsito entre Zhuhai e Macau.
Em Zhuhai localiza-se o autódromo do Circuito Internacional de Zhuhai. O circuito atualmente recebe a etapa chinesa da A1 Grand Prix.

## Divisões administrativas
Zhuhai dividido em três bairros da cidade:
| Mapa | Mapa      | Mapa   | Mapa         | Mapa                  | Mapa       | Mapa                          |
| ---- | --------- | ------ | ------------ | --------------------- | ---------- | ----------------------------- |
|      |           |        |              |                       |            |                               |
| No.  | Nome      | Chinês | Pinyin       | População (2003 est.) | Área (km²) | Densidade Populacional (/km²) |
| 1    | Xiangzhou | 香洲区 | Xiāngzhōu qū | 400 000               | 476        | 840                           |
| 2    | Doumen    | 斗门区 | Dǒumén qū    | 310 000               | 801        | 387                           |
| 3    | Jinwan    | 金湾区 | Jīnwān qū    | 110 000               | 376        | 293                           |

### Geminações
Zhuhai está geminada com:
- Rio Branco, Brasil
- Vitória, Brasil
- Castelo Branco, Portugal